# Điểm Schiffler

Định lý Schiffler

Cho tam giác {\displaystyle ABC} với {\displaystyle I} tâm đường tròn nội tiếp bốn đường thẳng Euler của bốn tam giác {\displaystyle BCI,CAI,ABI} và {\displaystyle ABC} đồng quy. Điểm đồng quy này gọi là điểm Schiffler của tam giác {\displaystyle ABC}. Điểm Shiffler được đề cập lần đầu tiên năm (1985) tại tạp chí Crux Mathematicorum. Điểm Schiffler là một điểm đặc biệt trong số các điểm đồng quy của hình học tam giác  , trong bách khoa toàn thư về các tâm của tam giác điểm Schiffler được ký hiểu bởi {\displaystyle X(21)}